# دی. آر. کمبل
دی.آر. کمبل (به انگلیسی: D.R. Campbell) یک کشتی است که طول آن ۱۷۶٫۱ فوت (۵۳٫۶۸ متر) می‌باشد. این کشتی در سال ۱۸۹۸ ساخته شد.